# 第25空軍 (アメリカ軍)
第25空軍は、かつて存在したアメリカ空軍の組織である。

## 概要
戦闘行動に必要な情報の収集・監視・偵察などを目的としている。部隊の前身は1948年設立のアメリカ空軍保安部(USAF Security Service)まで遡ることができる。2014年までは空軍情報・監視・偵察局（Air Force ISR Agency,AFISR　ISRはIntelligence, Surveillance and Reconnaissanceの略）の名称で航空戦闘軍団傘下の外局であった。2014年には航空軍として再編された。配下の部隊として5個航空団・2個センターを擁し、アメリカ国家安全保障局とも協力体制にあった。2019年10月11日、第24空軍と第25空軍は統合され第16空軍となった。

## 系譜
- 1948年10月20日：アメリカ空軍保安部(USAF Security Service)が主要軍団格として設立。
- 1979年 8月 1日：電子保安軍団(Electronic Security Command)に改編。
- 1991年10月 1日：空軍情報軍団(Air Force Intelligence Command)に改編。
- 1993年10月 1日：空軍情報部(Air Force Intelligence Agency)に改編、主要軍団より外局へ変更。
- 2001年 2月 1日：航空戦闘軍団傘下に移動。
- 2007年 7月 8日：空軍情報・監視・偵察局に改編。
- 2014年 9月29日：第25空軍に改編。
- 2019年10月11日：第24空軍と第25空軍は統合され第16空軍に改編された。